# Unter Ausschluß der Öffentlichkeit (1961)
Unter Ausschluß der Öffentlichkeit ist ein deutscher Kriminal- und Gerichtsfilm aus dem Jahre 1961 mit Peter van Eyck und Marianne Koch in den Hauptrollen.

## Handlung
Der Konstrukteur einer Turbinenfabrik, Dr. Werner Rüttgen wird verdächtigt, seine Frau vergiftet zu haben, um freie Bahn für die sehr viel jüngere, blonde Helga Dahms haben zu können. Der ehrgeizige Staatsanwalt Robert Kessler, der mit Ingrid Hansen, der Tochter seines Vorgesetzten Wilhelm Hansen, verlobt ist, hat mit großer Akribie alle Indizien gegen Rüttgen zusammengetragen. Seine Beweiskette und sein scharfes Plädoyer überzeugen die Geschworenen von der Schuld des Angeklagten. Kessler beantragt eine lebenslange Zuchthausstrafe. Da nimmt der Prozess eine sensationelle Wende, als eine Frau von der Zuschauerbank aufspringt und erregt behauptet, dass der Angeklagte unschuldig sei und dessen Frau in Wirklichkeit Selbstmord begangen habe. Bei der Zeugin handelt es sich um die mondäne Laura Beaumont, die mit ihrer Aussage Dr. Rüttgen das perfekte Alibi verschafft. Da sie trotz Kesslers größten Bedenken allen anderen glaubwürdig erscheint, wird in der Öffentlichkeit der Ruf nach einer sofortigen Entlassung des Angeklagten immer lauter.
Kessler gibt dem Druck nach, obwohl er trotz eidesstattlicher Erklärung der Zeugin weiterhin ernsthafte Zweifel an ihrer Ehrlichkeit hegt. Denn Robert kennt Laura aus früheren Zeiten. Da geschieht etwas völlig Unvorhergesehenes: Rüttgen begeht Selbstmord und hinterlässt einen Brief, in dem er Kessler beschuldigt, durch die Mordanklage sein Leben zerstört zu haben. Kesslers Karriere scheint über Nacht zerstört. Vorwürfe werden laut, er sei ein gewissenloser Ehrgeizling, dem seine eigene Karriere über alles gehe. Kessler beginnt nun auf eigene Faust, Untersuchungen anzustellen, eine behördliche Unterstützung seitens seiner Vorgesetzten wird ihm verweigert. Bald muss Kessler feststellen, dass er offenbar in ein Wespennest gestochen hat. Er befindet sich in größter Gefahr, und seine Gegner, eine internationale Gangster- und Spionageorganisation, die Staatsgeheimnisse der Bundesrepublik Deutschland meistbietend verhökert, scheuen keine Mittel, um ihn unschädlich zu machen. Es gelingt den Hintermännern sogar, auch ihm einen Mord, den an Laura Beaumont, anzuhängen und diese mutmaßliche Tat durch einen angeblichen Zeugen zu bestätigen. Nun steht schließlich Staatsanwalt Kessler selbst vor Gericht, einzig seine Verlobte Ingrid hält noch zu ihm. Sie setzt die Nachforschungen im Alleingang fort, um Roberts Unschuld zu beweisen. Im Gerichtssaal kommt es zu einer Sensation, die alles auf den Kopf stellt und zwei Männer, einen Unbekannten und einen gewissen François Lacroix, als wahre Schurken enttarnt.

## Produktionsnotizen
Unter Ausschluß der Öffentlichkeit wurde ab dem 3. Mai 1961 in Paris, Südfrankreich und den CCC-Studios in Berlin-Spandau gedreht. Die Dreharbeiten endeten im Juni 1961. Der Streifen passierte die FSK-Prüfung am 11. August 1961 und wurde am 6. Oktober 1961 im Düsseldorfer Europa-Palast uraufgeführt. Unter Ausschluß der Öffentlichkeit wurde im Fernsehen erstmals am 11. Dezember 1971 um 23 Uhr 15 im ZDF gezeigt.
Otto Erdmann und Hans-Jürgen Kiebach schufen die Filmbauten, Irms Pauli die Kostüme. Wolf Brauner hatte die Herstellungsleitung.
Peter van Eyck wurde aufgrund seiner schauspielerischen Leistung für das Filmband in Gold nominiert.

## Kritiken
„Zu Anfang und Ende in Einheit von Zeit und Ort (Gerichtssaal) ein Kammerspiel, dazwischen Reißer […] mit prägnanten Dialogen eindringlich gespielt, sorgfältig aufgemacht […]“

„Man muß sich wundern, daß man immer folgen kann. Denn die Kriminalhandlung quillt auf wie ein Kuchen mit dreifach Backpulver. Mord, Callgirl-Skandal, Spionage-Affäre, wieder Mord. So entwickelt sich der Komplex, der einen jungen Staatsanwalt vom Verfolger zum Verfolgten, vom Ankläger zum Angeklagten macht. Das Puzzlespiel ist immerhin spannend gefügt. Seine Lösung wird zur Pointe, seiner Hauptfigur gehört alle Sympathie. Peter van Eyck zwischen zwei Frauen, zwischen der aparten Marianne Koch und der schönen, schillernden Eva Bartok.“

„Mit einer schiefliegenden und ohne Einsicht inszenierten Sensationsgeschichte soll ein Angriff gegen den Indizienprozeß geführt werden: Der unerbittliche Staatsanwalt gerät selbst unter Mordverdacht und muß sich mit dem gleichen Bluff retten, der ihn seinen Prozeß verlieren ließ. Ausschließlich an üppiger Kriminal-Fantasie interessiert, ohne Rücksicht auf Logik und Wirklichkeitsbezug.“